# Mariana Pimentel
Mariana Pimentel é um município brasileiro do estado do Rio Grande do Sul.

## Geografia
Pertence à Mesorregião Metropolitana de Porto Alegre e à Microrregião Porto Alegre.
O município pode ser acessado pela RS-711, que por sua vez se liga à BR-116.

## Paleontologia
No município está localizado o afloramento do Morro do Papaléo, que tem dado grandes contribuições para a paleobotânica, na Formação Rio Bonito e data do Sakmariano, no Permiano.

## Telecomunicações

### Telefonia Móvel
A cidade conta com a cobertura 2G, 3G e 4G das operadoras Vivo e Claro.